# Van Beusekom (geslacht)
Van Beusekom (ook: Hubert van Beusekom) is een Nederlands geslacht waaruit tevens een tak van het geslacht Doude van Troostwijk voortkomt.

## Geschiedenis
Deze stamreeks begint met Anthony Goossens van Beusecum, schilder, die in 1645 een huis koopt in 's-Hertogenbosch. 
In 1911 kreeg een nazaat naamswijziging tot Hubert van Beusekom. In 1860 nam een zoon van Eliza Theodoor van Beusekom en Cornelia Antoinetta Doude van Troostwijk de naam van zijn moeder aan en werd zodoende stamvader van een tak met de naam Doude van Troostwijk.
In 1961 werd een familie Van Beusekom opgenomen in het Nederland's Patriciaat.

## Enkele telgen
Isaac van Beusekom (1724-1810), ontvanger-generaal Grote Zwijgende Brabantse Landstol
- Wilhelmus Isaak van Beusekom (1779-1867), grondeigenaar
  - Mr. Guillaume Isac van Beusekom (1812-1871), rechtbankpresident
    - Anne Catharine van Beusekom (1842-1927); trouwde in 1864 met jhr. Jan Arent Godert van der Wyck (1837-1903), burgemeester van Hoogeveen

  - Eliza Theodoor van Beusekom (1814-1845), trouwde in 1836 (echtscheiding: 1842) met Cornelia Antoinetta Doude van Troostwijk (1814-1878)
    - Willem Iaaäc Doude van Troostwijk (1838-1911), verkreeg bij KB van 6 augustus 1860, nr. 24, vergunning zijn naam van Beusekom te veranderen in Doude van Troostwijk, burgemeester van Loenen, Ruwiel en Loenersloot, dijkgraaf van Zeeburg en Diemerdijk en van Amstelland, lid provinciale staten van Utrecht; zie verder lemma Doude van Troostwijk

  - Antonie Petrus van Beusekom (1818-1887), belastingontvanger, luitenant-kolonel Schutterij te ‘s-Hertogenbosch
    - Wilhelmus Jan Hubert van Beusekom (1855-1939), bij KB van 19 augustus 1911, nr. 55, kregen hij en zijn kinderen vergunning de geslachtsnaam Van Beusekom te wijzigen in Hubert van Beusekom, terwijl bij vonnis van de arrondissmeentsrechtbank te Rotterdam van 13 oktober 1911 zijn voornamen Wilhelmus Jan Hubert gewijzigd werden in Wilhelmus Jan, belastingambtenaar
      - Anna Christina Helena Hubert van Beusekom (1882-1926), kinderboekenschrijfster
      - Joanna Jacoba Sara Hubert van Beusekom (1884); trouwde in 1916 met prof. dr. Hendrik Berkelbach van der Sprenkel (1899), hoogleraar histologie aan de Universiteit van Utrecht

Geslachten die opgenomen zijn in het sinds 1910 verschijnende genealogische naslagwerk Nederland's Patriciaat. Lijst volgens opgave van het CBG Centrum voor familiegeschiedenis.
A · B · C · D · E · F · G · H · I · J · K · L · M · N · O · P · Q · R · S · T · U · V · W · Y · Z